# Marginitermes
Marginitermes es un género de termitas  perteneciente a la familia Kalotermitidae que tiene las siguientes especies:

## Especies
- Marginitermes cactiphagus
- Marginitermes hubbardi